# Palacio de Gobierno de Tabasco

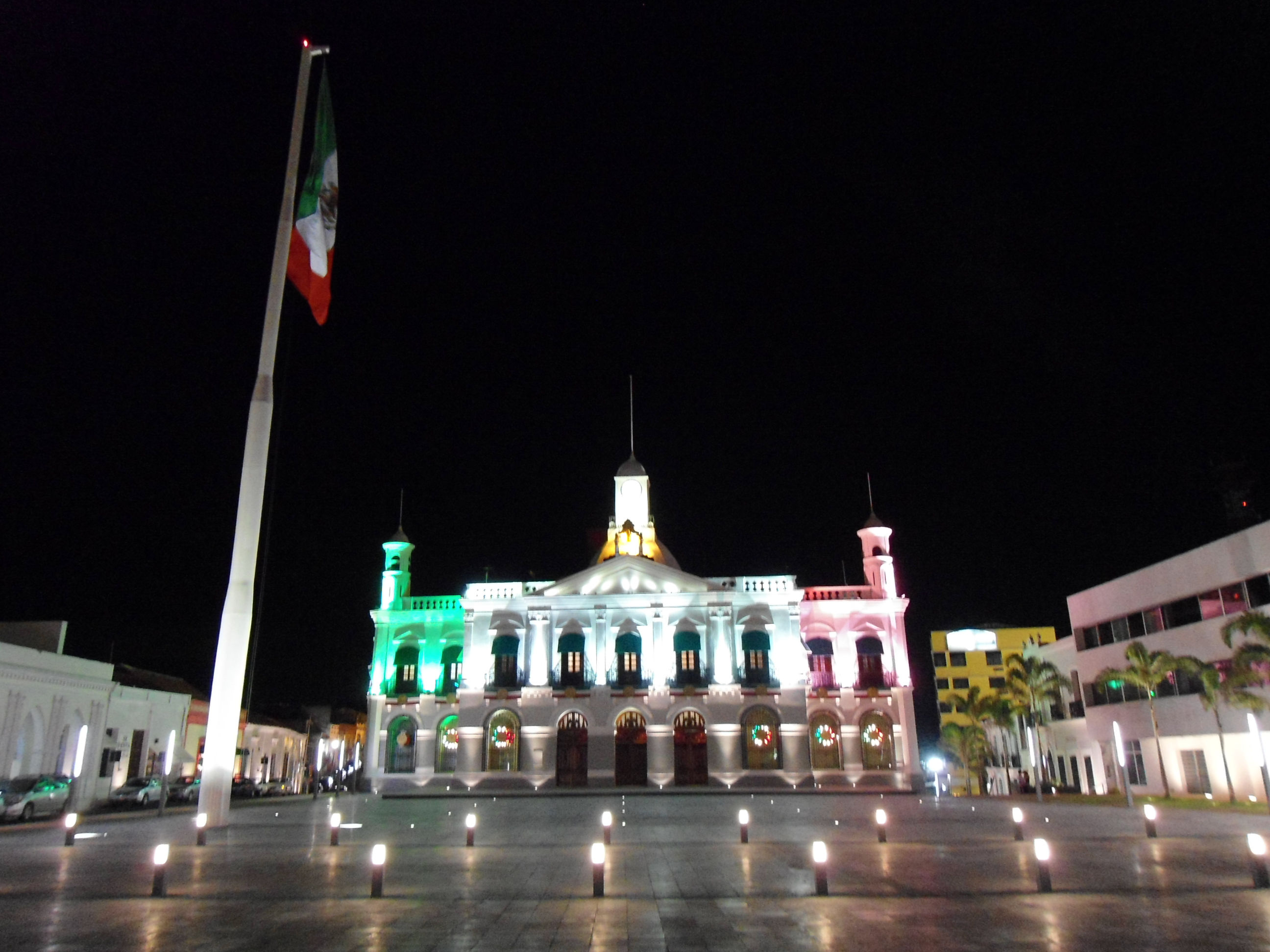
Vista nocturna del Palacio de Gobierno y parte de la Plaza de Armas de Villahermosa.

El Palacio de Gobierno del estado de Tabasco fue inaugurado el 13 de diciembre de 1894, dentro de una serie de hechos políticos, sociales, económicos y costumbristas que establecen una acentuada diferenciación entre aquella época y los tiempos actuales.

## Historia

### Antecedentes
El primer gobierno independiente de Tabasco encabezado por don Agustín Ruiz de la Peña tuvo como sede el edificio del cuartel llamado "El Principal" el cual se encontraba en la esquina norponiente de la Plaza Mayor. 
Los siguientes gobiernos de Tabasco, tuvieron como sede la entonces llamada "Casa de Gobierno", que era una casa propiedad del señor Antonio de la Serra y Aulet, que estaba localizada frente a la hoy plazuela del Águila.  Posteriormente el gobierno se trasladó a una casa del señor Ruperto Rovirosa. El llamado oficialmente "Palacio del Poder Ejecutivo" se localizaba frente al lado norte de la Plaza de Armas, era de dos pisos, con balcón corrido y dos portales al frente. Posteriormente, la casa fue adquirida en 1843 por el señor Manuel Zapata Zavala, quien la continuó arrendando al gobierno del estado hasta 1857.
Siendo gobernador del estado Victorio Victorino Dueñas trasladó en 1857 la sede del gobierno a un edificio de su propiedad que se localiza en la esquina de las calles de Reforma y Juárez. Ese edificio continuó siendo la sede del Poder Ejecutivo del estado durante el gobierno del Coronel Gregorio Méndez Magaña en 1865 y hasta la última administración del mismo Dueñas en 1874.

### La idea de un edificio propio
Hacia 1870, se empezó a sentir la necesidad de que el Poder Ejecutivo contara con un edificio propio, una sede oficial, pues las oficinas centrales del Estado estaban establecidas en casas particulares, por cuyo alquiler se pagaban rentas modestas. El Gobierno del Estado, despachaba en el edificio que fue del antiguo Instituto Juárez y que se presume donó a esta institución el Doctor Simón Sarlat Nova. Esa inquietud motivó el proyecto de construir el Palacio de Gobierno.
La propuesta inicial y más directa fue de Don Francisco de Lanz y Rolderat, que era el Gobernador del Estado, no obstante que su gestión fue muy breve. Su primer período de carácter interino, duró apenas dos meses, del 30 de septiembre al 30 de noviembre de 1879, en tanto que su segundo periodo ya constitucional, durante el cual insistió en su proyecto, transcurrió del primero de enero al 19 de marzo de 1880, día en que falleció.
Siendo Vicegobernador del Estado Don Manuel Foucher como encargado del Poder Ejecutivo retornó la idea de construir el Palacio e hizo intentos para comprar la casa que era propiedad de Don Pablo Sastré. Este señor Sastré, que era ciudadano español, vicecónsul de su país en Tabasco, mandó a construir con el cubano Don Francisco E. Casasús el edificio que se conoció popularmente como "La Casa de Piedra", que estaba ubicada frente a la Plaza de Armas, en un terreno donde hoy se levanta el Palacio Legislativo.
Don Manuel Foucher, implicado en los nada gratos devaneos políticos de la época, ejerció su mandato desde el 18 de marzo de 1881 hasta el día dos de noviembre de 1882, día en que fue asesinado. La intención de la construcción del Palacio volvió a estancarse.

### Construcción

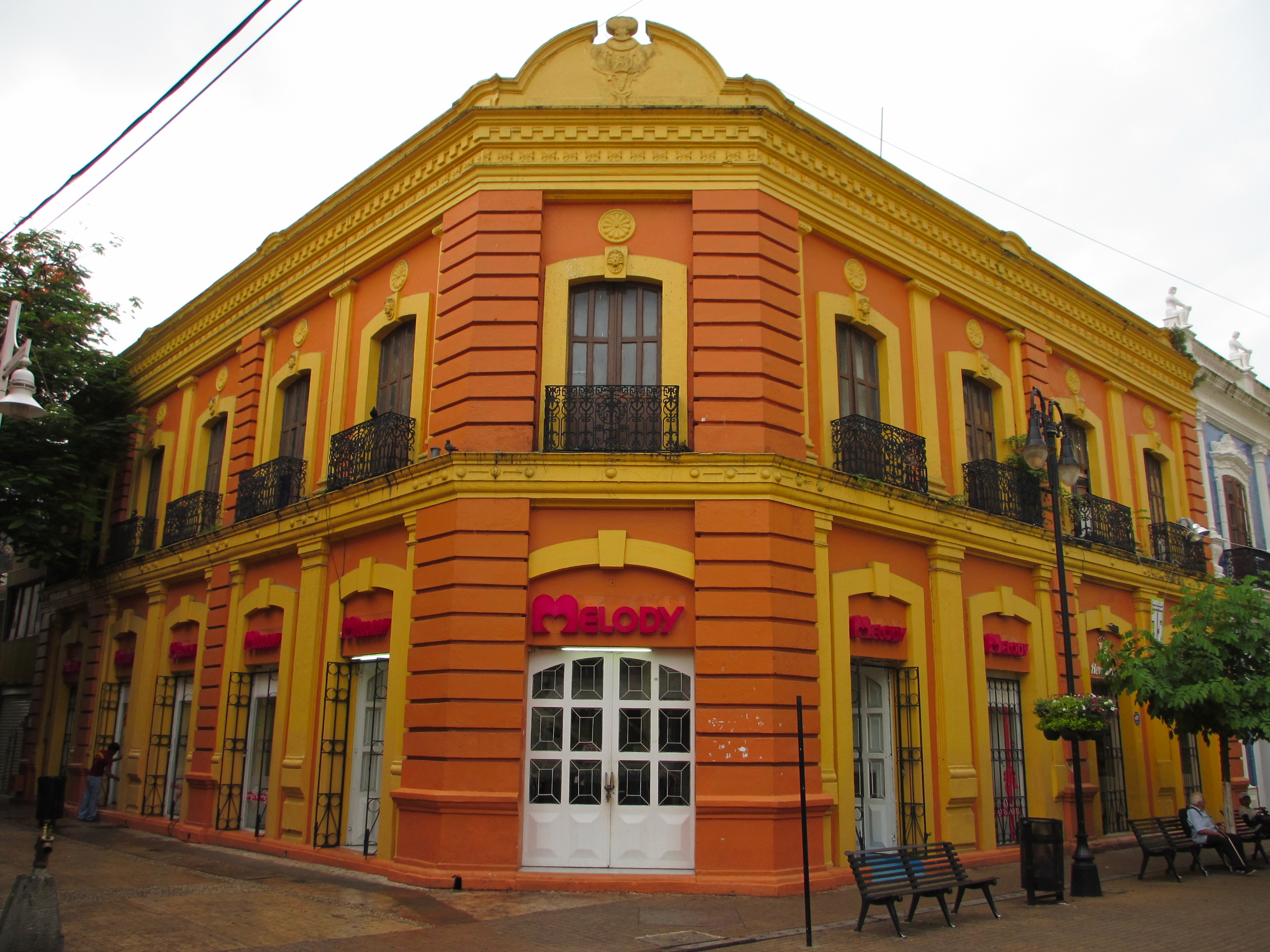
Este edificio fue la sede del Poder Ejecutivo del estado en 1857 siendo gobernador don Victorio V. Dueñas y en 1865 siendo gobernador el Coronel Gregorio Méndez Magaña.

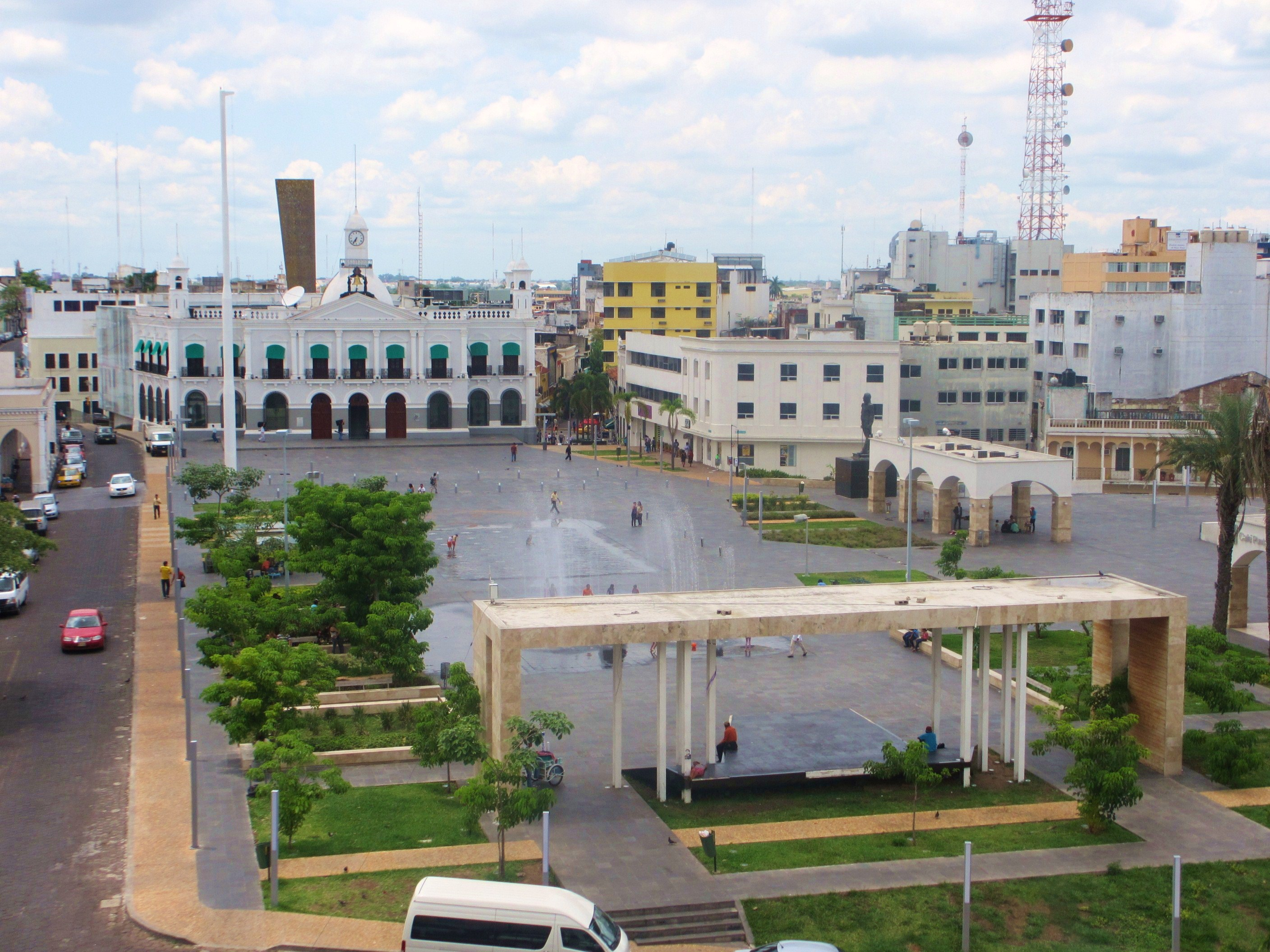
La Plaza de Armas de Villahermosa en donde se puede observar el edificio color blanco del Palacio de Gobierno.

La idea de que el gobierno del estado contara con un edificio propio seguía latente y las iniciativas anteriores fueron reasumidas por el Gobernador Constitucional del Estado, Don Manuel Mestre Gorgoll. En enero de 1883, la casa que ocupaba el gobierno del estado pertenecía a don Lino Merino y se localizaba en el costado norte de la  Plaza de Armas.
El gobernador Mestre Gorgoll inició las gestiones para adquirir el predio, y en febrero de ese año, el Congreso del Estado autorizó al gobernador a comprar el predio de 103 metros 07 centímetros cuadrados a don Lino Merino para construir ahí la sede del Poder Ejecutivo, y en la casa adjunta propiedad de los hermanos Julián y Victorio Victorino Dueñas se construiría el Palacio Municipal de San Juan Bautista.
La compra del predio fue pactada a pagarse en abonos. La operación no fue saldada casi en definitiva hasta el día 31 de diciembre de 1884, o sea veintidós meses después, bajo la administración de Mestre Gorgoll, cuando se completó la suma de 14 mil 595 pesos y 47 centavos, según datos que dejó en constancias el Gobernador Doctor Simón Sarlat Nova en su conocida "Memoria de la Administración Pública" fechada el ocho de diciembre de 1890, que era una especie de informe de gobierno. Hace entonces la promesa de poner prisa para agilizar la obra.
El 2 de febrero de 1884, el vicegobernador del estado Lauro León Vázquez emitió un decreto que establecía que "todo ciudadano del estado pagará, por una sola vez, un peso en varias mensualidades de doce y medio centavos cada una para la construcción del Palacio de Gobierno". Toda la entidad respondió con entusiasmo y muchos contribuyeron con mayor cantidad.

#### Primera piedra
La primera piedra de la construcción del Palacio de Gobierno, la colocó el 5 de mayo de 1884 don Lauro León Vázquez, quien era Gobernador interino, ya que el titular, Manuel Mestre Gorgoll, había solicitado al Congreso una licencia para ausentarse del cargo por dos meses. 
El proyecto original fue encomendado al arquitecto don Carlos Jerez Huerta, quien se ajustó a los deseos del Doctor Simón Sarlat Nova, que había dispuesto la construcción del Palacio de Gobierno del Estado, y, anexo a este edificio, el Palacio Municipal de San Juan Bautista.

#### Los trabajos
La construcción del edificio inició el día 23 de noviembre de 1884, siendo gobernador Don Manuel Mestre Gorgoll, quien había retornado al mando el 24 de julio de ese año, sin embargo decidió suspender los trabajos en razón de que la situación financiera del Estado no era bonancible; además había falta de materiales de construcción y carencia de obreros y artesanos calificados.
El día primero de enero de 1885, fue designado gobernador del estado el coronel Eusebio Castillo Zamudio, quien con una licencia de dos meses, ejerció el mando tres años; durante el periodo reanudó los trabajos del Palacio de Gobierno, con una inversión de tres mil quinientos pesos con 27 centavos.
Al término del mandato del coronel Eusebio Castillo, hombre muy popular por su valentía, (uno de los héroes de la toma de El Principal" durante la expulsión de los franceses), fue relevado en el mando por el general veracruzano don Abraham Bandala Patiño, producto del centralismo, ya que era costumbre de que los comandantes militares asumieran también el cargo de gobernadores de los estados. Bandala, desde el día 27 de marzo al 30 de septiembre de 1887, únicamente autorizó la inversión de 240 pesos que fueron aplicados para el pago de réditos en la deuda que se tenía con don Lino Merino, por plazos vencidos en la compra del predio donde ya se ejecutaba la obra.

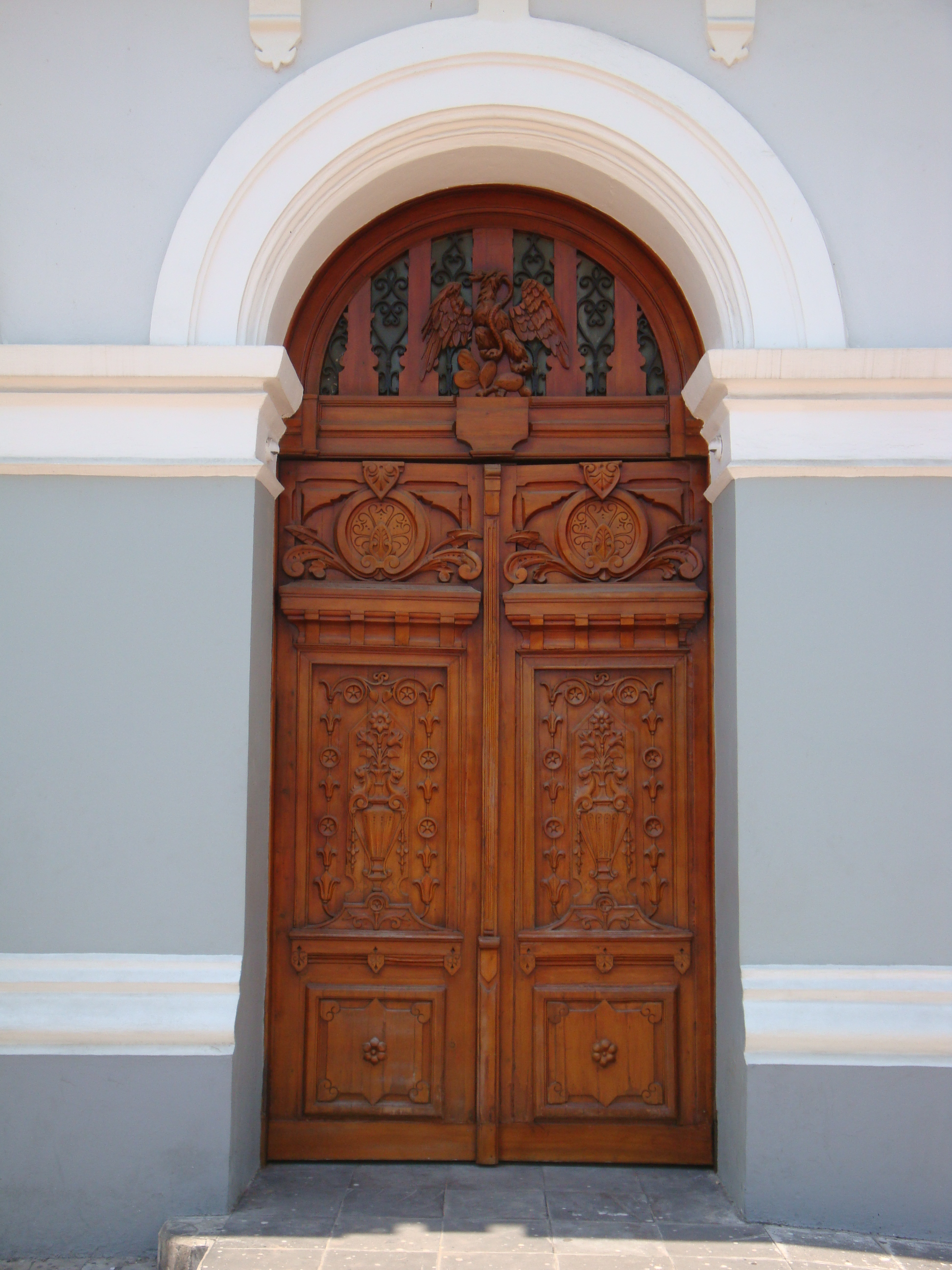
Detalles de una de las tres puertas frontales del edificio.

Aducía Bandala, la mala situación del erario, para no reanudar la construcción que era muy necesaria.
Al concluir el mandato del general Bandala, le correspondió la administración del estado nuevamente al doctor Simón Sarlat Nova, quien fue el más decidido partidario de la obra, acelerando los trabajos estancados y no solo eso, sino que, considerando que el solar donde se edificaba el Palacio de Gobierno era muy reducido y que no era prudente anexar a esta construcción el Palacio Municipal, sino establecer ahí el Palacio del Poder Judicial, recomendó modificaciones al proyecto inicial y además, comprarle al Ayuntamiento la parte que en ese sitio le correspondía.

#### Detalles del edificio
Los trabajos fueron dirigidos por el arquitecto Jerez y Huerta, y el maestro de obras el español Pablo Folc; Los trabajos de albañilería fueron realizados por los artesanos tabasqueños don Luis Ramírez y don Enrique Cicero. Los trabajos de carpintería estuvieron a cargo del maestro don Apolinar Sanlucar y del maestro en tallado Jacinto Sánchez; el decorado y pintura del cielorraso fue obra del artista Miguel Enríquez traído expresamente desde la capital de la República; y los balcones, rejas de hierro, chapas de bronce, vidrios esmerilados y de colores, así como el mobiliario fueron encargados a Francia.
El mármol de la escalera fue traído de Carrara, Italia, la herrería de los balcones y ventanas fue construida con la tecnología de la Torre Eiffel; la madera de las puertas y dinteles fue trabajada por un ebanista de apellido Dupeyrón y los pisos de la planta baja fueron hechos con losetas de barro, contando dicha planta con cinco niveles de pisos.

### Inauguración
"Este Palacio, representación material del poder y del pueblo, será mudo testigo del progreso, por cuya senda, con seguro paso, camina nuestro Estado(...)Pero la mayor gloria será que todos los gobernantes que penetren por su dintel(...)no olviden el precepto de nuestra Constitución local: Todo poder público emana del pueblo y se instituye para su beneficio..."
Alberto Correa Zapata. Secretario de Gobierno en la inauguración del Palacio de Gobierno. 13 de diciembre de 1894.

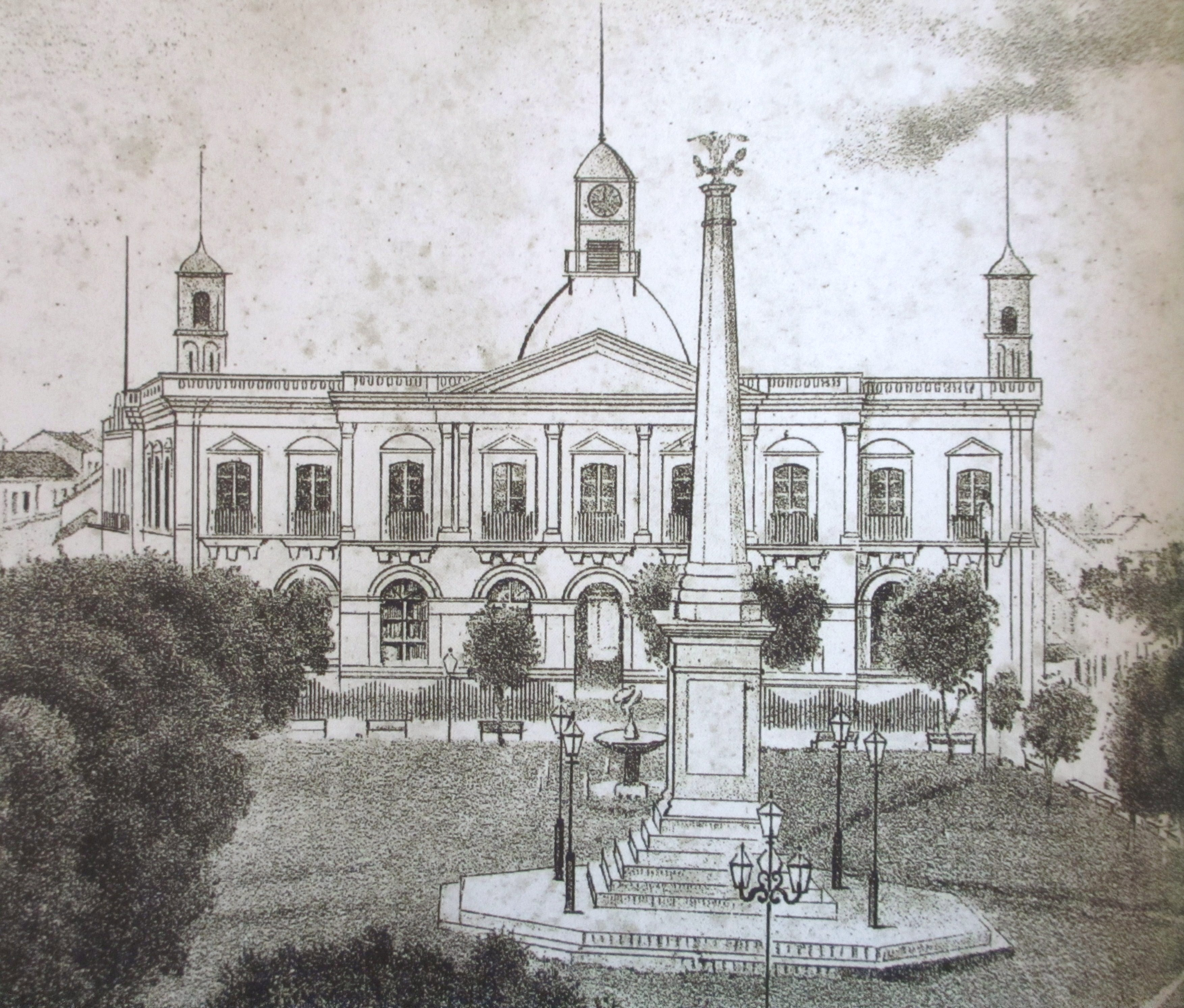
El Palacio de Gobierno el día de su inauguración el 13 de diciembre de 1894.

En el momento que se dispuso la inauguración del Palacio del Poder Ejecutivo de Tabasco, el secretario general de gobierno, profesor don Alberto Correa Zapata, anunció que la obra tuvo un costo final de 130 mil 335 pesos.
La inauguración del Palacio del Poder Ejecutivo de Tabasco seguramente se anticipó para el 13 de diciembre de 1884, en virtud de que ese día, era el aniversario del nacimiento del Doctor Simón Sarlat Nova, y además en ese año se concluía su periodo constitucional.
En consecuencia un Comité Ciudadano, decidió la inauguración del edificio con una serie de celebraciones que cubrieron tres días; o sea desde la víspera, 12 de diciembre, hasta el día 14.
Al día siguiente, día de la inauguración, el programa señala textualmente que:Al rayar el sol, en este día en el que se conmemora el natalicio del Benemérito de Tabasco, Simón Sarlat, se disparará una salva de 21 cañonazos..."
Esta misma salva, se repitió a las 12 del día y a las 6 de la tarde, siendo después agasajado el gobernador Sarlat debido a que fue el decisivo impulsor de la obra del Palacio.
El acto principal de la inauguración giraba en torno a un banquete y baile de gran gala en el interior del palacio, pero este festejo estaba dirigido a la aristocracia. Y se dispuso que en las afueras del Palacio, en la Plaza de Armas, se celebrara una feria popular que consistía en quema de juegos pirotécnicos y una verbena, indiscutible ejemplo de las celebraciones populares españolas.
Este festejo, frente al palacio se prolongó hasta el día siguiente, día 14 de diciembre y concluyó con el reparto de dulces y refrescos caseros a los niños pobres.

## Descripción del edificio

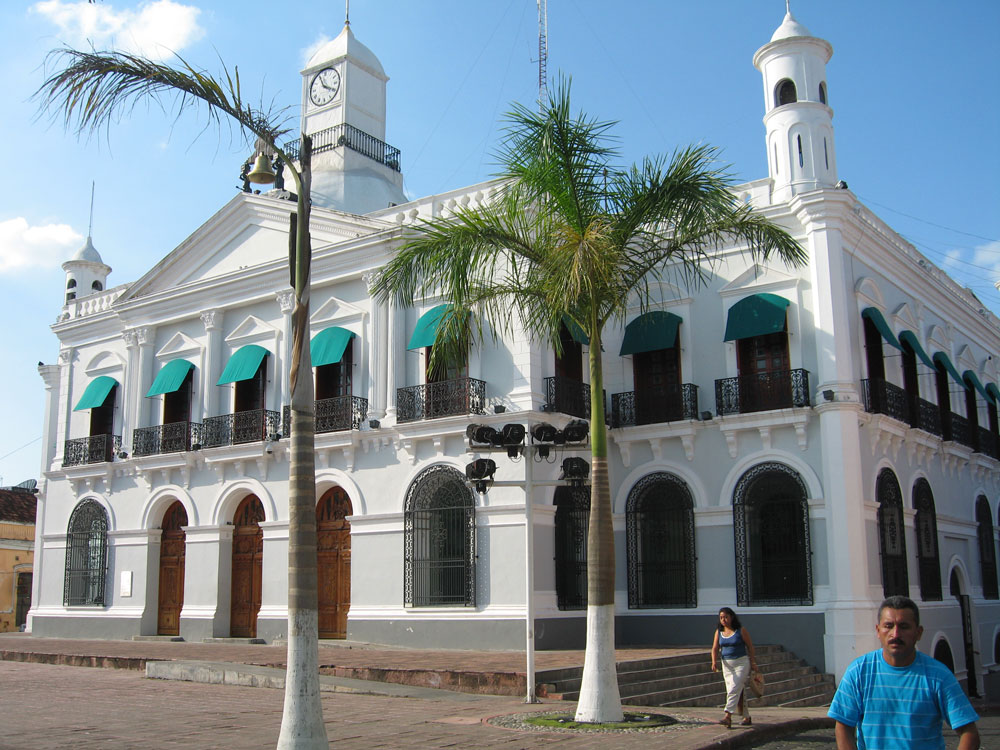
Fachada y costado oriente del Palacio de Gobierno.

El estilo arquitectónico del Palacio de Gobierno, es considerado neoclásico, de moderado estilo colonial. En su fachada principal, tiene una "saliente" que cuenta con tres puertas de caoba de dos hojas, bellamente talladas con símbolos patrios, y en la parte superior de cada puerta, tiene tallada el escudo nacional.
En la planta baja cuenta con ocho grandes ventanales protegidos con herrería negra, de los cuales dos están colocados en los costados de la "saliente", y en la parte superior existen un total de once balcones, de los cuales dos están colocados en los costados de dicha "saliente", todo esto rematado por una torre en donde se localiza un reloj, el cual fue traído desde Europa, especialmente para ser colocado ahí. Frente a la torre del reloj, fue instalada la réplica de la campana de Dolores Hidalgo, la cual es repiqueteada por el Gobernador al conmemorar un aniversario más de la lucha por la Independencia Nacional. 
También en la parte superior del Palacio de Gobierno, existen tres torreones, dos ubicados a ambos lados de la parte frontal y uno más localizado en la parte posterior del ala izquierda, que servían como torres de vigilancia ya que al estar construido en una loma, era la construcción más alta de la ciudad.
En la parte lateral derecha que da a la calle Independencia, en la parte baja se cuenta con tres grandes ventanales protegidos por herrería negra, similar a los que se encuentran en la fachada principal, y en la parte superior, se localizan tres balcones.
En la parte lateral izquierda que da a la calle Vicenten Guerrero, en la parte baja, se localizan ocho grandes ventanales igualmente protegidos con herrería negra idéntica a los ubicados en la fachada principal, así como una puerta lateral, mientras que en la parte superior, se localizan ocho balcones. 
En la parte posterior, se localizan dos ventanales similares a los demás y en la parte superior, se encuentran dos balcones.

## Ampliación

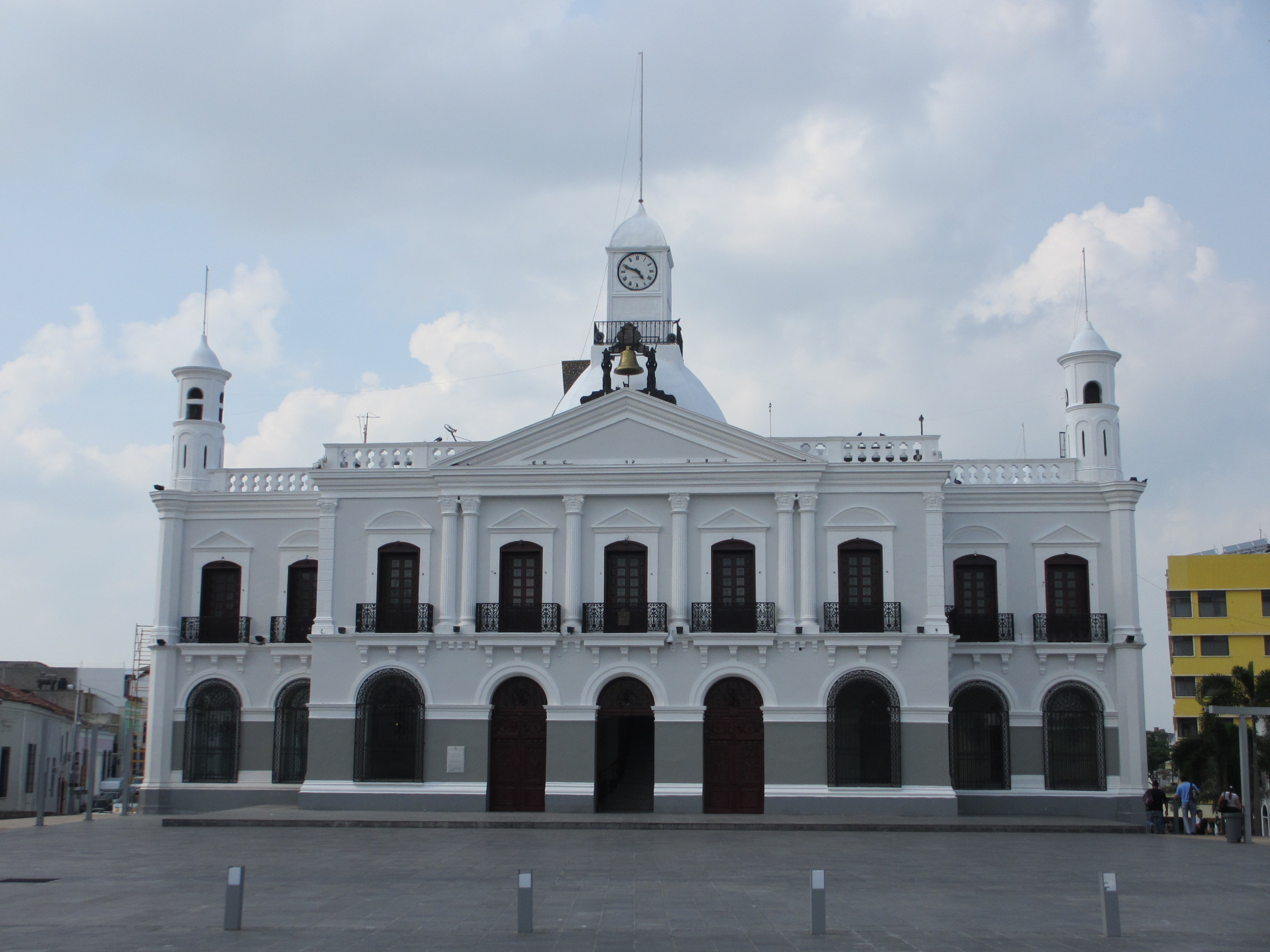
El Palacio de Gobierno de Tabasco sin "toldos" en las ventanas.

El 23 de marzo de 1955 fue nombrado gobernador interino del Estado, por la Cámara de Diputados, el general Miguel Orrico de los Llanos, nativo de Macuspana, quien inmediatamente, entre otros asuntos correspondientes a su cargo decidió una ampliación del Palacio de Gobierno.
Antes de tomar esta determinación, Orrico de los Llanos, había ordenado reparaciones urgentes al casco del antiguo palacio donde en el ala oeste se notaban peligrosas cuarteaduras. Fue necesario reforzar el edificio con vigas de concreto para evitar una catástrofe.
Inicialmente el gobernador Orrico ordenó la demolición del edificio contiguo, donde venía funcionando en la planta alta el Tribunal Superior de Justicia del Estado y en la planta baja la Comandancia de Policía dependiente de la Dirección General de Seguridad Pública, que había sido organizada en el Gobierno del licenciado Bartlett; sin embargo, dispuso el diseño del proyecto de un edificio que se llamó "El Anexo al Palacio de Gobierno", o simplemente el "anexo", que constaba de cinco niveles.
La idea del Gobernador Orrico de los Llanos, era la de dar satisfacción a la demanda de locales para las nuevas oficinas de su gobierno ya en expansión. Luego de una rápida demolición del antiguo y vetusto edificio, se comenzó la excavación para construir un edificio de cinco niveles, para lo que acordó una inversión de un millón, 417 pesos con 54 centavos.
La oferta pública que hizo el General se cumplió cabalmente ya que. la obra se inició el 20 de noviembre de 1956 y fue inaugurada el 20 de noviembre de 1957, día en que rindió su primer informe de Gobierno.

## Distribución

### Distribución original

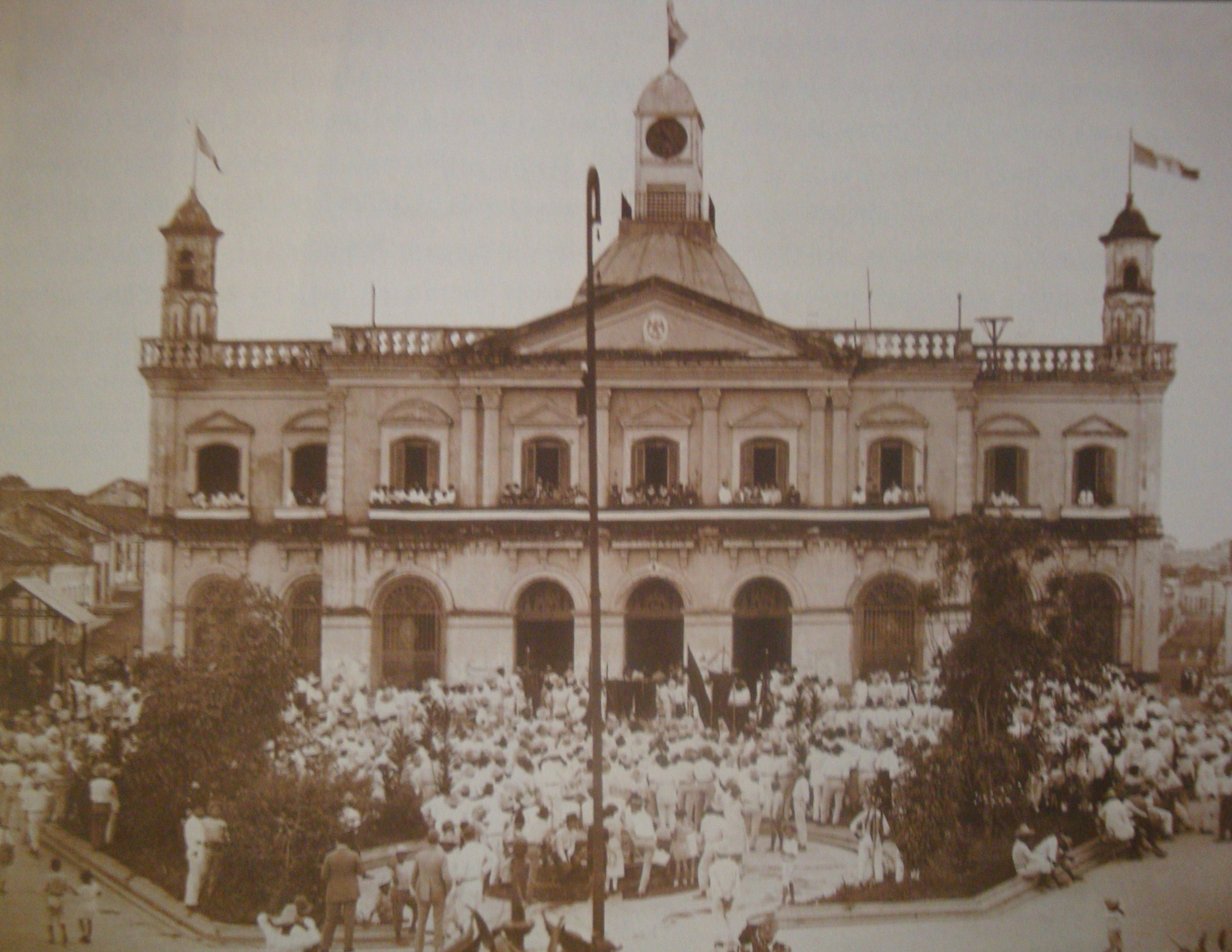
Imagen del Palacio de Gobierno a principios del

Se describe al edificio del Palacio y su mobiliario, como muy elegante pero sobrio. El interior estaba adornado con espléndidos cortinajes, grandes espejos, muebles dorados estilo Luis XV y pinturas magníficas.
En la parte principal de acceso una escalinata de mármol resguardada con pasamanos de caoba, puertas del mismo material labradas por inspirados ebanistas, los más famosos de la época, con motivos nacionales. El tipo de construcción podría definirse, como de moderado estilo colonial.
El nuevo edificio a pesar de haber sido llamado oficialmente el "Palacio del Poder Ejecutivo del Estado", realmente albergaba a la Cámara de Diputados en la parte norte, en tanto que en el ala izquierda, sobre las calles de Independencia, estaba el edificio que correspondía al Tribunal Superior de Justicia del Estado, sin que se les aludiera directamente y menos como palacios.
Por lo que corresponde a la disposición de oficinas del Ejecutivo del Estado, en la parte superior derecha o sea lo que corresponde a las calles de Vicente Guerrero, se ubicaba el despacho del Gobernador y su Secretaría Particular, en el recinto contiguo venía a quedar la Secretaría General de Gobierno, en tanto que en la parte frontal, mediando con la Plaza de Armas, quedaba la prolongación de la calle de Vázquez Norte. Más tarde cuando fue creada la Subsecretaría de Gobierno, fue ubicada en el ala izquierda junto con otras oficinas menores.
En la parte baja, justamente al lado izquierdo de la entrada principal, se instaló la Tesorería General del Estado y precisamente del lado opuesto se encontraba situada la Procuraduría de Justicia y la Dirección General del Registro Público de la Propiedad y del Comercio. También fueron ubicadas en el edificio, las oficinas del Tribunal Superior de Justicia y la Central de Teléfonos del Estado. En 1902 comenzó a funcionar en la azotea el Observatorio Meteorológico y Astronómico. Tanto la central telefónica como el observatorio fueron retirados del palacio en 1914.

### Distribución actual

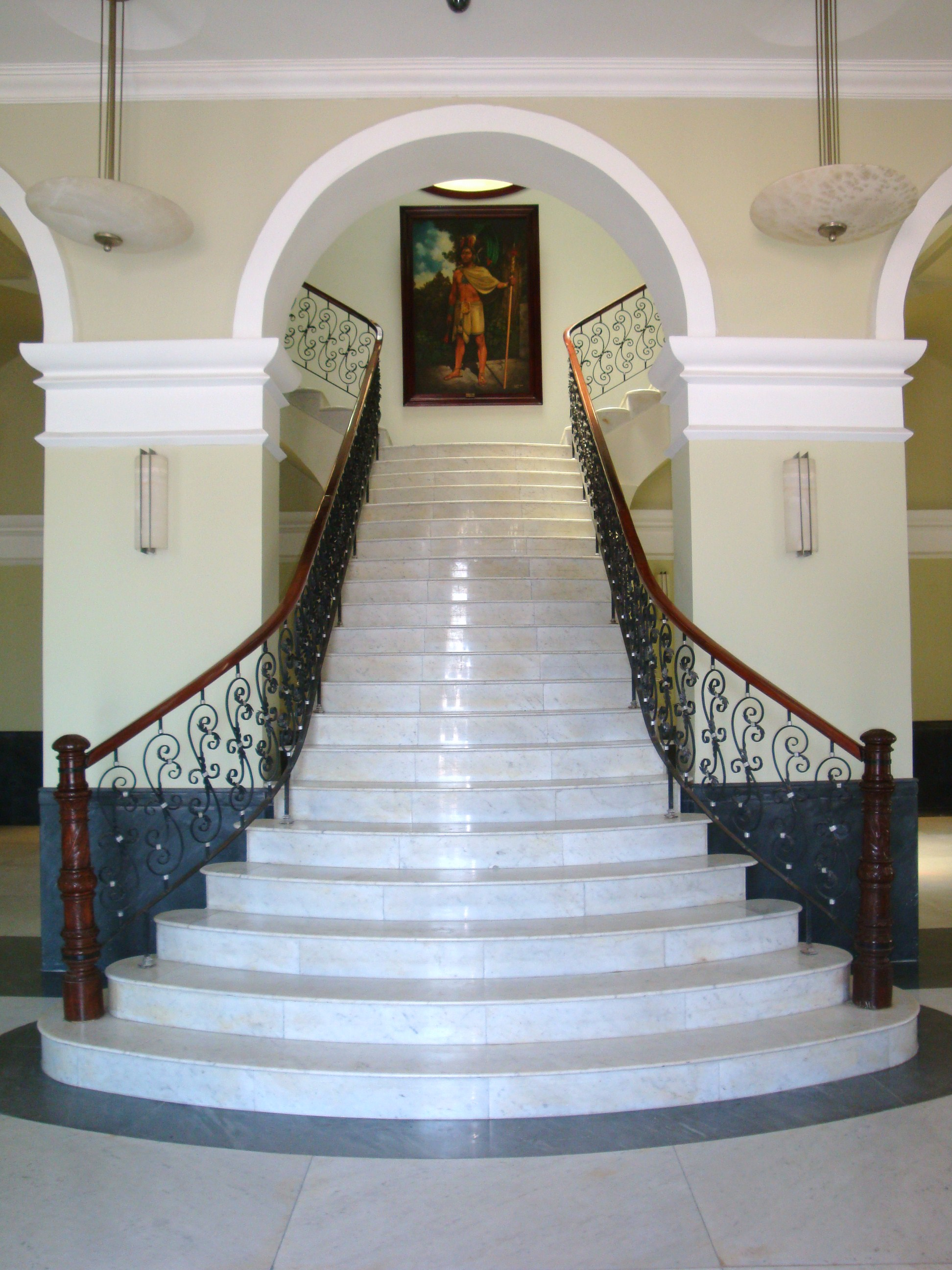
Escalera principal.

En año 2005, el Palacio de Gobierno, fue remodelado bajo la supervisión del INAH, conservando su estructura original. La distribución de las oficinas del Palacio de Gobierno está de la siguiente forma:
Planta Baja
Entrando por la puerta principal, al centro se localiza la escalera principal de mármol blanco, la cual en el descanso se divide en dos, una va hacia el ala derecha y la otra hacia el ala izquierda. El barandal original de caoba fue reemplazado en el año 2005 por un barandal de herrería negra. En la pared del descanso, frente a la entrada principal, se localiza un gran cuadro con una pintura de cacique maya Tabscoob
En el ala derecha del edificio (lado izquierdo en la foto), la cual da a la calle Independencia, se localiza una galería para exposiciones temporales. Mientras que en el ala izquierda del inmueble (lado derecho en la foto), dando a la calle Vicente Guerrero, se localizan las oficinas de la Coordinación de Comunicación Social y Relaciones Públicas.
En la parte posterior de las escaleras, se localiza un patio que antaño estaba al aire libre y que ahora se encuentra techado con un domo translúcido. En el patio se localizan dos cuadros grandes, uno con una pintura de José María Pino Suárez y el otro con una pintura del coronel Gregorio Méndez Magaña, así como un busto del científico y naturalista tabasqueño José Narciso Rovirosa. Detrás del patio, se localiza un estacionamiento para los vehículos del Gobernador y sus escoltas.
Planta alta
Subiendo por la escalera, en el ala derecha del edificio (lado izquierdo en la foto), mirando hacia la calle Independencia, se localiza el Despacho del C. Gobernador del Estado. Mientras que del lado izquierdo del inmueble (lado derecho de la foto) en la parte frontal, dando hacia la calle Vicente Guerrero, se localizan las oficinas de la Secretaría Particular, y en la parte posterior de la misma ala izquierda, se localizan las oficinas de la Secretaría Técnica del Gobierno del Estado.
En la parte frontal, dando acceso a los cinco balcones centrales del edificio que miran hacia la Plaza de Armas, se localiza el Salón de Recepciones.

## Salones

### Salón de Recepciones

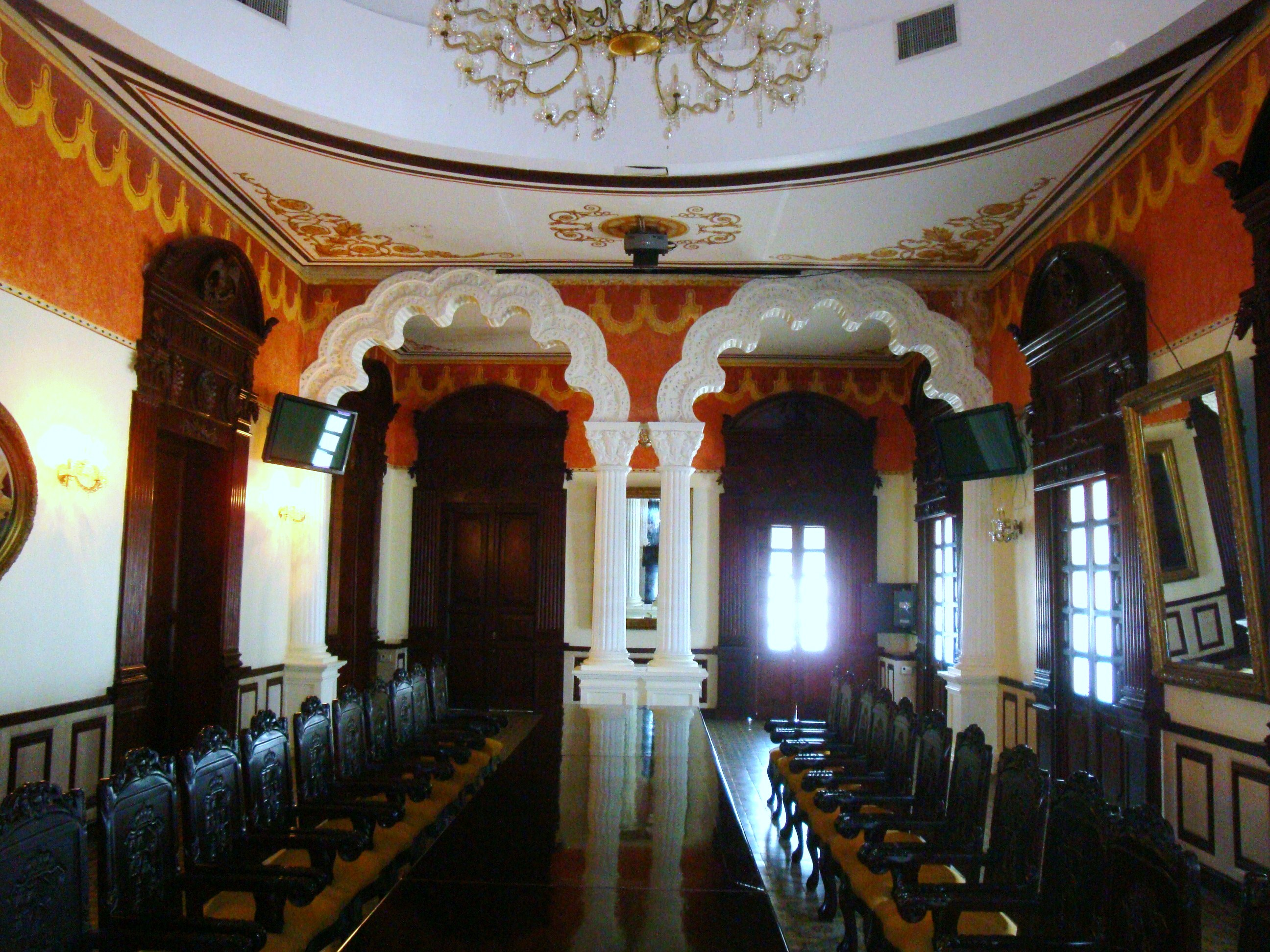
"Salón de Recepciones".

Está ubicado en la parte frontal de la planta alta del edificio, dando acceso a los cinco balcones centrales que miran hacia la Plaza de Armas.
El Salón de Recepciones estaba revestido de loseta de mosaico francés, común en el medio, pues tanto estos materiales como la teja francesa eran embarcados en el puerto de Marsella, Francia, como lastre de las embarcaciones. El salón se abría cada año para ceremonias públicas, como era la recepción del Grito de Independencia.
Estaba este recinto adornado con candiles, vitrales, cortinajes de terciopelo, columnas coronadas de capiteles dorados y consolas de mármol, lo que era sin duda alguna la imitación de lujo palaciego europeo, pero que al fin de cuentas daban ya al pueblo tabasqueño una casa para la sede de sus autoridades principales.
Este salón es utilizado para recepciones oficiales importantes, así como para firmas de convenios de gran relevancia.

### Salón de Gobernadores
Dentro del edificio llamado Anexo del Palacio de Gobierno, se instaló en el cuarto piso, el Salón de Gobernadores, el cual está decorado en sus paredes, con cuadros de los ex-Gobernadores del estado. Este salón, es usado por el Gobernador del Estado, para realizar firmas de convenios y ruedas de prensa.

## Plaza Bicentenario

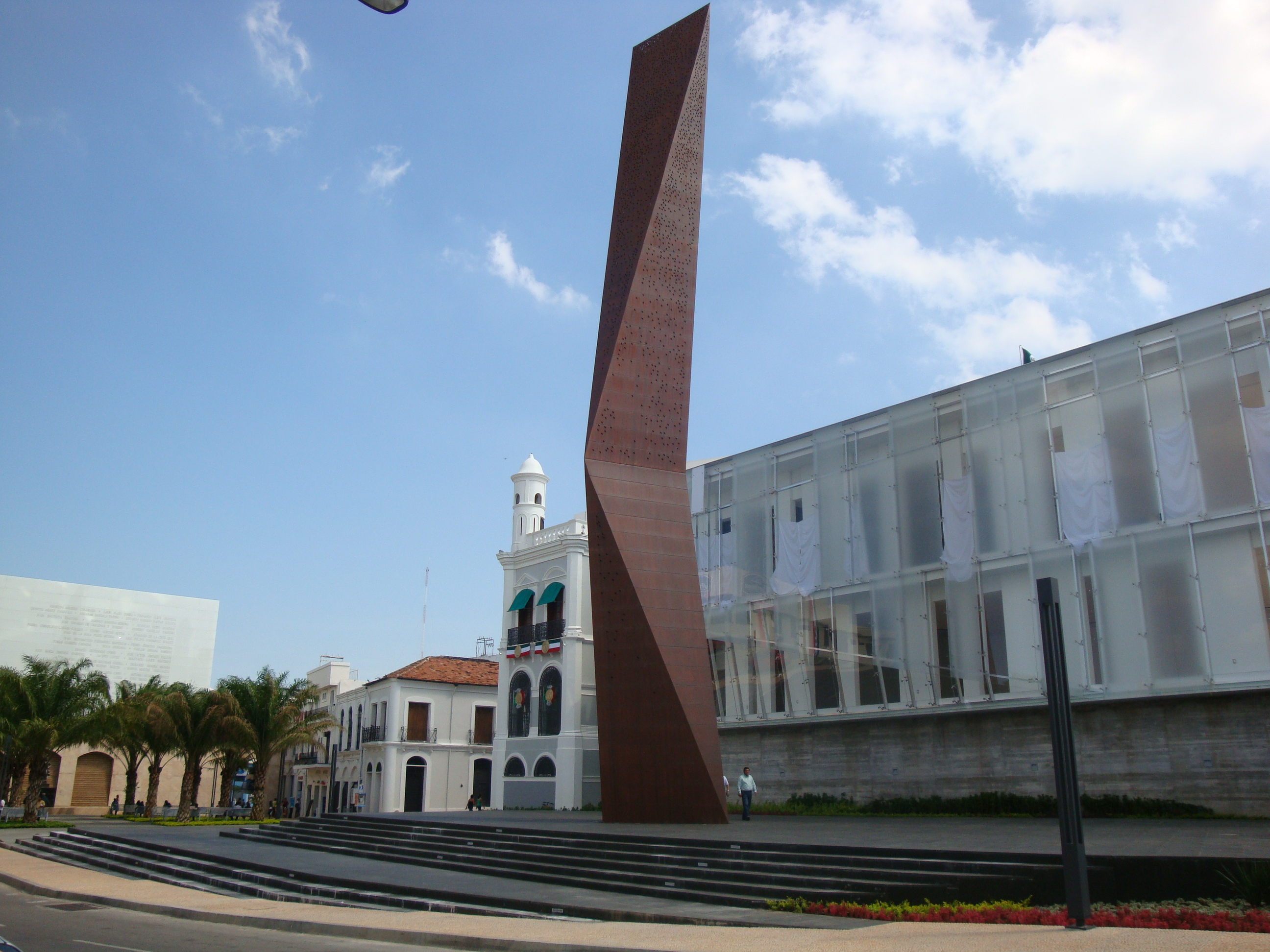
Plaza Bicentenario, con su obelisco metálico de 30 m de altura.

Dentro de los festejos para celebrar los 200 años del inicio de la lucha por la Independencia Nacional, y los 100 años del inicio de la Revolución Mexicana, el Gobierno del Estado, dispuso la construcción de la "Plaza Bicentenario", la cual está ubicada a espaldas del Palacio de Gobierno, a un costado de la Av. 27 de Febrero. 
Para tal fin, se demolió el edificio conocido como el Anexo al Palacio de Gobierno, el cual fue construido en 1953 con la finalidad de albergar más oficinas del poder ejecutivo del estado. 
La Plaza Bicentenario, tiene en el centro un obelisco metálico de más de 30 metros de altura, y en el piso, 200 focos iluminan la plaza. Aunado a esto, están grabados en las losetas del piso, 200 hechos históricos importantes tanto para Tabasco como para México.
La "Plaza Bicentenario" fue inaugurada por el gobernador del estado Andrés Granier Melo, el 15 de septiembre de 2010 a las 10 de la noche, en el marco de los festejos del bicentenario del inicio de la Independencia nacional.
| Imágenes del Palacio de Gobierno del estado de Tabasco |                                                 |                                       |                |
|                                                        |                                                 |                                       |                |
| Palacio de Gobierno y la Plaza de Armas                | Palacio de Gobierno durante las fiestas patrias | Otra vista del "Salón de Recepciones" | Patio interior |